# غريغ إرنست
غريغ إرنست هو رافع أثقال ‏ كندي، ولد في 30 سبتمبر 1961 في مدينة لونينبورج في كندا.